# Hymenosporum
Hymenosporum is een geslacht van bomen uit de familie Pittosporaceae. Het geslacht telt een soort die voorkomt in de regenwouden van de Australische deelstaten Queensland en New South Wales en op Nieuw-Guinea.

## Soorten
- Hymenosporum flavum (Hook.) F.Muell.